# Windows Essentials
Windows Essentials (früher Windows Live Essentials) ist der Markenname einer Sammlung verschiedener Online-Dienste und Programme des Software-Konzerns Microsoft.
Die Suite bündelt E-Mail, Instant Messaging, Foto-Sharing, Blog-Veröffentlichungs- und Sicherheitsdienste.
Die Programme sind für die optimale Integration ineinander sowie mit Windows und anderen webbasierten Diensten Microsofts wie OneDrive oder Outlook.com gestaltet.
Am 10. Januar 2017 wurde der Support seitens Microsoft eingestellt und die Installationsdateien im Download-Center entfernt.

## Produktübersicht
Windows Essentials beinhaltet die folgenden Programme:
| Produkt               | Beschreibung         | Webbasiert | Windows | OS X |
| --------------------- | -------------------- | ---------- | ------- | ---- |
| Windows Live Mail     | E-Mail-Programm      | nein       | ja      | nein |
| Messenger             | Instant Messaging    | ja         | ja      | ja   |
| Microsoft SkyDrive    | Cloudspeicher        | ja         | ja      | ja   |
| Windows Fotogalerie   | Grafiksoftware       | nein       | ja      | nein |
| Windows Movie Maker   | Videoschnittsoftware | nein       | ja      | nein |
| Windows Writer        | Weblog-Software      | nein       | ja      | nein |
| Windows Family Safety | Kindersicherung      | nein       | ja      | nein |

Die Programme lassen sich auf Windows 7, Windows 8, Microsoft Windows Server 2008 R2 und Windows 10 installieren. Die aktuelle Version vom 16. April 2014 trägt die Versionsnummer 16.4.3528.
Bei der Installation kann gewählt werden, ob alle oder nur einzelne Programmteile installiert werden sollen.

## Geschichte
Die erste Version der Software-Sammlung wurde im Jahr 2006 unter dem Namen Windows Live Dashboard veröffentlicht. Kurz nach der Veröffentlichung war diese Suite nicht mehr verfügbar. Der Windows Live Installer (2007) war Microsofts zweite Software-Sammlung. Mit Windows Live Essentials 2009 wurden neue Programme hinzugefügt und bisherige erweitert. Mit der inzwischen nicht mehr herunterladbaren Version Windows Live Essentials 2011 für Windows Vista wurde u. a. die Ribbon-Oberfläche eingeführt.
Am 7. August 2012 veröffentlichte Microsoft die Windows Essentials 2012 für Windows 7 und Windows 8. Der Namensbestandteil Windows Live wurde bei einigen Programmen, darunter der Bing Bar, entfernt.
Windows 8 enthielt eine Reihe neuer Apps, die Alternativen für einige der Funktionalitäten der Windows Essentials darstellen. Diese Anwendungen sind Metro-Stil-Apps und laufen im Vollbildmodus. Darunter befinden sich zum Beispiel Mail, OneDrive und Fotos.
Mit Windows 10 erneuerte man diese Apps grundlegend. Jedoch bieten die Apps unter Windows 8 und Windows 10 einen geringeren/ veränderten Funktionsumfang.